# Kap Circoncision
Kap Circoncision är en udde på nordvästra Bouvetön (Norge). Den lilla halvön siktades av den franska expeditionen som leddes av Jean-Baptiste Charles Bouvet de Lozier den 1 januari 1739. Udden var platsen för den norska expeditionens basläger 1928-1929.